# Conducte nasolacrimal

El conducte nasolacrimal transporta llàgrimes del sac lacrimal de l'ull a la cavitat nasal. El conducte comença a la cavitat ocular entre els ossos maxil·lar i lacrimal, des d'on passa cap avall i cap enrere. L'obertura del conducte nasolacrimal al meat nasal inferior de la cavitat nasal està parcialment coberta per un plec de la mucosa (vàlvula de Hasner o plica lacrimalis).